# Городов, Анатолий
Анатолий Д. Городов (род. 1940) — советский хоккеист, защитник.

## Биография
Выступал за команды «Крылья Советов» / «Красный Октябрь» (Тушино, 1956/57 — 1959/60), «Льнокомбинат» (Казань, 1959/60), СКА Калинин (1960/61 — 1963/64), СКА Куйбышев (1963/64 — 1965/66), «Дизелист» Пенза (1966/67), «Станкостроитель» Рязань (1967/68).
В классе «А» провёл четыре сезона (1960/61 — 1963/64).